# Бинц, Манфред
Ма́нфред Бинц (нем. Manfred Binz; род. 22 сентября 1965, Франкфурт-на-Майне, Гессен) — немецкий футболист и футбольный тренер, играл на позиции защитника.

## Клубная карьера
Молодёжную карьеру играл за «Бокенхайм» и «Айнтрахт». За последний дебютировал в Бундеслиге, в гостевом матче 2 марта 1985 года против «Кайзерслаутерн». С сезона 1986/87 был бесспорным игроком обороны, появившись в 246 матчах Бундеслиги подряд. Несмотря на то, что «Айнтрахт» был сильной командой в чемпионате, Манфреду не удалось с «орлами» выиграть национальный трофей. Единственным трофеем стал завоеванный Кубок ФРГ в сезоне 1987/88.
В 1996 году перешёл в итальянский клуб «Брешиа», которому помог с Серии B выйти в Серию A. В январе 1998 года вернулся в Германию и подписал контракт с дортмундской «Боруссией». В 2003 году завершил карьеру футболиста, выступая за «Кляйн-Карбен».

### Международная
Дебют за национальной сборную Германии состоялся 29 августа 1990 года в товарищеском матче против сборной Португалии (1:1). Был включён в состав на Чемпионат Европы 1992 в Швеции, на котором немцы стали серебряными призёрами. Последний матч в групповой стадии того турнира против сборной Нидерландов стал последним для Бинца за сборную. Всего он сыграл 14 матчей и забил 1 гол.

### Гол за сборную
| №  | Дата        | Место                          | Соперник          | Счет | Результат | Соревнование      |
| -- | ----------- | ------------------------------ | ----------------- | ---- | --------- | ----------------- |
| 1. | 2 июня 1992 | Везерштадион, Бремен, Германия | Северная Ирландия | 1-1  | 1:1       | Товарищеский матч |

## Достижения
- Обладатель Кубка Германии: 1987/88
- Финалист Чемпионата Европы: 1992